# 伊萨亚·科尔迪尼耶
伊萨亚·科尔迪尼耶（法語：Isaïa Cordinier，1996年11月28日—），法国男子篮球运动员，场上位置是得分后卫和小前锋，曾代表国家队获得2024年夏季奥林匹克运动会男子篮球银牌。